# UCI Europe Tour
Az UCI Europe Tour egy országúti kerékpáros versenysorozat, melyet a Nemzetközi Kerékpáros Szövetség (UCI) rendez meg 2005 óta. Az UCI Continental Circuits része. A versenyek a rangsorban a ProTour alatt helyezkednek el, tulajdonképpen ez az országúti kerékpársport "másodosztálya" Európában.

## Csapatok
Az UCI ProTour 2005-ös megalakulása óta a korábbi GSII-es csapatokat profi kontinentálisnak, míg a korábbi GSIII-as csapatokat kontinentálisnak hívják.
Profi kontinentális csapatok
| UCI-kód | Hivatalos név                 | Ország |
| ------- | ----------------------------- | ------ |
| VWA     | Accent Jobs–Willems Veranda's | BEL    |
| LAN     | Landbouwkrediet               | BEL    |
| TSV     | Topsport Vlaanderen–Mercator  | BEL    |
| BSC     | Bretagne–Schuller             | FRA    |
| COF     | Cofidis                       | FRA    |
| SAU     | Saur–Sojasun                  | FRA    |
| EUC     | Team Europcar                 | FRA    |
| APP     | Team NetApp                   | GER    |
| COG     | Colnago–CSF Inox              | IRL    |
| UNA     | Utensilnord–Named             | IRL    |
| ASA     | Acqua & Sapone                | ITA    |
| AND     | Androni Giocattoli            | ITA    |
| PRO     | Project 1T4I                  | NLD    |
| FAR     | Farnese Vini–Selle Italia     | GBR    |
| RVL     | RusVelo                       | RUS    |
| ACG     | Andalucía                     | ESP    |
| CJR     | Caja Rural                    | ESP    |

Kontinentális csapatok
| UCI-kód | Hivatalos név                        | Ország |
| ------- | ------------------------------------ | ------ |
| KTM     | Arbö-Gebrüder Weiss–Oberndorfer      | AUT    |
| RAD     | RC Arbö Wels–Gourmetfein             | AUT    |
| VBG     | Team Vorarlberg                      | AUT    |
| TIR     | Tirol Cycling Team                   | AUT    |
| WSA     | WSA–Viperbike Kärnten                | AUT    |
| SKT     | An Post–Sean Kelly                   | BEL    |
| BKP     | BKCP–Powerplus                       | BEL    |
| CMD     | Colba–Superano Ham                   | BEL    |
| FAA     | Forem–Actiris                        | BEL    |
| JVC     | Jong Vlaanderen Cycling Team         | BEL    |
| PCW     | Lotto–Pôle Continental Wallon        | BEL    |
| SUN     | Sunweb–Revor                         | BEL    |
| FID     | Telenet–Fidea                        | BEL    |
| WBC     | Wallonie Bruxelles–Crédit Agricole   | BEL    |
| LOB     | Loborika Favorit Team                | CRO    |
| MKT     | Meridiana Kamen Team                 | CRO    |
| ASP     | AC Sparta Praha                      | CZE    |
| ADP     | ASC Dukla Praha                      | CZE    |
| PSK     | Whirlpool–Author                     | CZE    |
| BWC     | Blue Water Cycling                   | DEN    |
| CWO     | Christina Watches–Onfone             | DEN    |
| DKK     | Designa Køkken–Knudsgaard            | DEN    |
| GLU     | Glud & Marstrand-LRØ                 | DEN    |
| JJS     | J.Jensen–Sandstød Salg Og Event      | DEN    |
| VPC     | Team Concordia Forsikring–Himmerland | DEN    |
| TTF     | Tre–For                              | DEN    |
| VMC     | Burgos 2016–Castilla y León          | ESP    |
| ORB     | Orbea                                | ESP    |
| BIG     | Big Mat–Auber 93                     | FRA    |
| LPM     | La Pomme Marseille                   | FRA    |
| RLM     | Roubaix–Lille Métropole              | FRA    |
| VRU     | Véranda Rideau–Super U               | FRA    |
| EDR     | Endura Racing                        | GBR    |
| NGR     | Node 4–Giordana Racing               | GBR    |
| RCS     | Rapha Condor–Sharp                   | GBR    |
| IGS     | Team IG–Sigma Sport                  | GBR    |
| RAL     | Team Raleigh–GAC                     | GBR    |
| UKY     | UK Youth Cycling                     | GBR    |
| LKT     | LKT Team Brandenburg                 | GER    |
| TSP     | Nutrixxion–Abus                      | GER    |
| TTR     | Raiko–Stölting                       | GER    |
| TRS     | Team Eddy Merckx–Indeland            | GER    |
| THF     | Team Heizomat                        | GER    |
| NSP     | Team NSP–Ghost                       | GER    |
| SCS     | Team Specialized Concept Store       | GER    |
| TET     | Thüringer Energie Team               | GER    |
| TKT     | Gios Deyser–Leon Kastro              | GRE    |
| SPT     | SP Tableware Cycling Team            | GRE    |
| OHT     | Ora Hotels–Carrera                   | HUN    |
| MIE     | Miche–Guerciotti                     | ITA    |
| IDE     | Team Idea                            | ITA    |
| WIT     | Team WIT?                            | ITA    |
| ALB     | Alpha Baltic–Unitymarathons.com      | LAT    |
| RBD     | Rietumu–Delfin                       | LAT    |
| LET     | Leopard–Trek Continental Team        | LUX    |
| CCD     | Team Differdange–Magic–Sportfood.de  | LUX    |
| RIJ     | Cycling Team De Rijke                | NED    |
| CJP     | Cycling Team Jo Piels                | NED    |
| KOG     | Koga Cycling Team                    | NED    |
| MET     | Metec Continental Cycling Team       | NED    |
| RB3     | Rabobank Continental Team            | NED    |
| AUC     | Argon 18–Unaas Cycling               | NOR    |
| FRT     | Frøy–Trek                            | NOR    |
| TMB     | Team Joker Merida                    | NOR    |
| TNS     | Oneco–Mesterhus Cycling Team         | NOR    |
| PBC     | Plussbank BMC                        | NOR    |
| KRA     | Ringeriks–Kraft Look                 | NOR    |
| OHR     | Team Øster Hus–Ridley                | NOR    |
| BGZ     | Bank BGZ                             | POL    |
| BDC     | BDC–Marcpol Team                     | POL    |
| CCC     | CCC Polkowice                        | POL    |
| WIB     | Wibatech–LMGK Ziemia Brzeska         | POL    |
| PRT     | Carmin–Prio                          | POR    |
| EFG     | Efapel–Glassdrive                    | POR    |
| LAR     | LA–Antarte                           | POR    |
| BOA     | Onda                                 | POR    |
| TCT     | Tusnad Cycling Team                  | ROU    |
| TIK     | Itera–Katyusa                        | RUS    |
| LOK     | Lokosphinx                           | RUS    |
| ADR     | Adria Mobil                          | SLO    |
| RAR     | Radenska                             | SLO    |
| SAK     | Sava                                 | SLO    |
| ZAN     | Partizan Powermove                   | SRB    |
| ARH     | Atlas Personal–Jakroo                | SUI    |
| PYB     | Price Your Bike                      | SUI    |
| DUK     | Dukla Trencin–Trek                   | SVK    |
| TCC     | Team Cykelcity.se                    | SWE    |
| KTS     | Konya–Torku Seker Spor               | TUR    |
| MNS     | Salcano–Manisaspor Cycling Team      | TUR    |
| AMO     | Amore & Vita                         | UKR    |
| ISD     | ISD–Lampre Continental               | UKR    |
| KLS     | Kolss Cycling Team                   | UKR    |

## Korábbi győztesek
| Év        | Egyéni győztes Név   | Egyéni győztes Ország | Egyéni győztes Csapat                     | Nemzetek győztese | Csapatverseny győztese       |
| --------- | -------------------- | --------------------- | ----------------------------------------- | ----------------- | ---------------------------- |
| 2004–2005 | Murilo Fischer       | BRA                   | Naturino-Sapore di Mare                   | ITA               | AG2R Prevoyance              |
| 2005–2006 | Niko Eeckhout        | BEL                   | Chocolade Jacques-Topsport Vlaanderen     | ITA               | Acqua & Sapone-Caffè Mokambo |
| 2006–2007 | Alessandro Bertolini | ITA                   | Serramenti PVC Diquigiovanni-Selle Italia | ITA               | Rabobank Continental Team    |
| 2007–2008 | Enrico Gasparotto    | ITA                   | Barloworld                                | ITA               | Acqua & Sapone-Caffè Mokambo |
| 2008–2009 | Giovanni Visconti    | ITA                   | ISD–Neri                                  | ITA               | Agritubel                    |
| 2009–2010 | Giovanni Visconti    | ITA                   | ISD–Neri                                  | ITA               | Vacansoleil                  |
| 2010–2011 | Giovanni Visconti    | ITA                   | Farnese–Vini                              | ITA               | FDJ                          |
| 2012      | John Degenkolb       | GER                   | Argos–Shimano                             | ITA               | Saur-Sojasun                 |
| 2013      | Riccardo Zoidl       | AUT                   | Gourmetfein Simplon                       | FRA               | Team Europcar                |
| 2014      | Tom Van Asbroeck     | BEL                   | Topsport Vlaanderen–Baloise               | ITA               | Topsport Vlaanderen–Baloise  |